# Еверет (Пенсилванија)
Еверет (енгл. Everett) град је у америчкој савезној држави Пенсилванија.

## Демографија
По попису из 2010. године број становника је 1.834, што је 71 (-3,7%) становника мање него 2000. године.
| Група             | 2000.         | 2010.         |
| Белци             | 1.868 (98,1%) | 1.759 (95,9%) |
| Афроамериканци    | 10 (0,5%)     | 23 (1,3%)     |
| Азијати           | 5 (0,3%)      | 2 (0,1%)      |
| Хиспаноамериканци | 10 (0,5%)     | 25 (1,4%)     |
| Укупно            | 1.905         | 1.834         |